# 魔鬼命令：爆裂進化
《魔鬼命令：爆裂進化》（英語：Universal Soldier: Regeneration）是一部2009年美國科幻動作片，由約翰·海姆斯執導和剪輯。攝影指導彼得·海姆斯是約翰的父親，曾與尚-克勞德·范·達美在《時空特警》（1994年）、《絕命殺陣》（1995年）和《仇敵當前》（2013年）中合作過。
本片為「魔鬼命令系列電影」的第三部電影（忽略兩部電視電影），故事上是直接作為1992年電影《魔鬼命令》的續集，並忽略掉1999年的《魔鬼命令：重返戰場》。電影在美國和全球大都以DVD首映的方式於2010年2月2日發行，只有少部分的國家有在戲院上映。該片獲得了褒貶不一的評價，但建立了一種受小眾粉絲歡迎的邪典追捧。
續集《魔鬼命令：轟天決戰》於2012年推出。

## 劇情
故事敘述一群由指揮官托波為首的恐怖分子綁架了烏克蘭總理的兒子和女兒作為人質，要求在72小時內將他們被關的同志釋放，不然就要引爆被托波佔據的車諾比核電廠中的炸彈。恐怖分子和反叛政府的柯林博士合作，靠新一代的再造戰士（NGU）擊退了軍方派出的突襲部隊。情急之下，決定將在瑞士受治療的初代再造戰士路克·狄弗洛召回與其對抗，路克除了救回人質外還得及時解除炸彈。

## 演員
- 尚-克勞德·范·達美 飾 路克·狄弗洛（Luc Deveraux）
- 杜夫·朗格 飾 安德魯·史考特（Andrew Scott）
- 安德烈·阿爾洛夫斯基（英语：Andrei Arlovski） 飾 NGU
- 邁克·派爾（英语：Mike Pyle (fighter)） 飾 凱文·伯克上尉（Capt. Kevin Burke）
- 蓋瑞·庫柏（英语：Garry Cooper） 飾 波特博士（Dr. Porter）
- 柯瑞·強森（英语：Corey Johnson (actor)） 飾 約翰·柯比上校（Col. John Coby）
- 凱瑞·莎勒（英语：Kerry Shale） 飾 柯林博士（Dr. Colin）
- 阿基·阿夫尼（英语：Aki Avni） 飾 伯里斯·彼得羅夫將軍（Gen. Boris Petrov）
- 艾蜜莉·喬伊斯（英语：Emily Joyce） 飾 桑德拉·弗萊明博士（Dr. Sandra Fleming）
- 扎哈利·巴哈沃（英语：Zahari Baharov） 飾 指揮官托波（Commander Topov）
- 約恩柯·季米特洛夫 飾 迪米特里（Dimitri）
- 維奧萊塔·馬爾科夫斯卡 飾 伊凡娜（Ivana）
- 克里斯多福·范·瓦恩伯格（英语：Kristopher Van Varenberg） 飾 邁爾斯（Miles）

## 反響
該片發行後獲得了比《魔鬼命令：重返戰場》還好的評價，這使DVD的銷量狀況良好。恐懼基地網站在5刀的評價中給了本片3刀，認為電影沒什麼特別的，它就是一部扎實的B級動作片。

## 續集
2010年5月宣布，范·達美和朗格將回歸第四部電影，約翰·海姆斯再次擔任導演。續集《魔鬼命令：轟天決戰》為系列中首次以3D的格式製作。

## 外部連結
- 互联网电影数据库（IMDb）上《魔鬼命令：爆裂進化》的资料（英文）
- AllMovie上《魔鬼命令：爆裂進化》的资料（英文）
- 爛番茄上《魔鬼命令：爆裂進化》的資料（英文）
- Dolph - The Ultimate Guide （页面存档备份，存于）